# OP (grupo financeiro)
OP é a maior empresa de serviços financeiros da Finlândia, é um grupo formado por mais de 200 bancos membros de diversas localidades da finlândia, a empresa foi fundada em 9 de setembro de 1891 e é sediado em Helsínquia. No final de 2013 os ativos totais do banco atingiram 37,9 bilhões de euros e possuia mais de 4,1 milhões de clientes.

## Subsidiarias do grupo OP
- Pohjola Bank plc: é um banco comercial, fundado em 1902 e é a maior filial do grupo.
- Helsinki OP Bank:  banco de varejo na Região metropolitana de Helsínquia.
- OP-Henkivakuutus: Atua na area de seguro de vida.
- OP-Rahastoyhtiö: Fundo de Investimento.
- OP-Asuntoluottopankki: Empréstimos hipotecários.
- OP-Kotipankki: empréstimos não garantidos , incluindo o crédito em OP cartões de crédito.
- FD Finanssidata: tecnologia da informação e soluções para todo o grupo.